# Edmundo Suárez
Edmundo Suárez Trabanco (22. ledna 1916, Barakaldo – 14. prosince 1978 Valencie), známý též jako Mundo, byl španělský fotbalista a trenér. Většinu kariéry strávil ve Valencii, jejímž je nejlepším ligovým střelcem v historii.

## Hráčská kariéra
Edmundo Suárez se stal hráčem Bilbaa, ale přišla občanská válka. Po ní hrál za Valencii. Vyhrál s ní 3× španělskou ligu a 2× se stal králem střelců. Je nejlepším ligovým střelcem Valencie v historii. Poslední sezónu hrál za Alcoyano.
V reprezentaci hrál 3 zápasy a dal 3 góly.

## Trenérská kariéra
Trénoval řadu španělských klubů, např. Zaragozu a Valencii.

## Úspěchy

### Hráč

#### Klub
Valencia
- La Liga (3): 1941–42, 1943–44, 1946–47
- Copa del Rey (2): 1941, 1949

#### Individuální
- Král střelců La Ligy (2): 1941–42, 1943–44

### Trenér
Valencia
- Copa del Rey (1): 1967